# フレルさぎ沼
フレルさぎ沼とは、東急ストアを中核とした、川崎市のショッピングモールであった。
2025年4月7日18時に鷺沼駅再開発により完全閉店した。

## 主要店舗

### 東急ストアフレルさぎ沼店

#### スーパー
1Fにあり、色々なものを扱っている

### くまざわ書店鷺沼店

#### 書店
くまざわ書店の、小型書店である。近隣にグループ店舗のアカデミア港北店が存在する。

## 前身

### さぎ沼とうきゅう
さぎ沼とうきゅうは、東急グループの総合スーパーであった。しかし、現在は全館がフレルさぎ沼となっている。